# Ma Geum-ja
Ma Geum-ja (kor. 마 금자, ur. 24 sierpnia 1955) – południowokoreańska siatkarka, medalistka igrzysk olimpijskich.

## Życiorys
Ma wystąpiła na igrzyskach olimpijskich 1976 w Montrealu. Zagrała we wszystkich trzech meczach fazy grupowej, meczu półfinałowym oraz w wygranym pojedynku o trzecie miejsce z Węgierkami.